# Louis-Auguste Girardot
Pour les articles homonymes, voir Girardot.
Louis-Auguste Girardot est un peintre orientaliste et lithographe français, né le 27 septembre 1856 à Loulans-les-Forges (Haute-Saône) et mort le 22 avril 1933 à Paris.

## Biographie

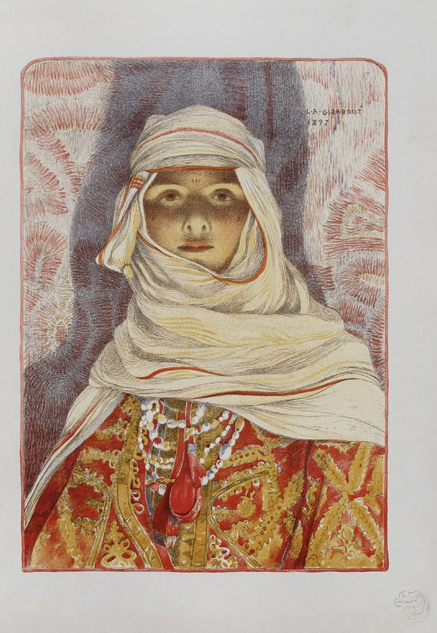
Femme du Riff, lithographie de 1897.

Ancien pensionnaire de la ville de Troyes et fils de mécanicien, Louis-Auguste Girardot est inscrit à l'École des beaux-arts de Paris de 1881 à 1886, élève de Jean-Léon Gérôme et Paul Dubois. Il devient sociétaire de la Société nationale des beaux-arts en 1890, et figure aux expositions du Salon de la Société nationale des beaux-arts par la suite. En 1887, l'État fait pour la première fois acquisition de l'une de ses toiles, et on lui décerne le prix Marie Bashkirtseff.
Il obtient une bourse de voyage cette année-là et part pour l'Espagne, l'Algérie, puis le Maroc, régions qui lui inspirent de nombreuses compositions par la suite. En avril 1888, il part pour Tanger rejoindre les peintres Jules-Alexis Muenier et Georges Brétegnier, avec qui il fait une excursion à Tétouan, en compagnie de Pascal Dagnan-Bouveret.
.

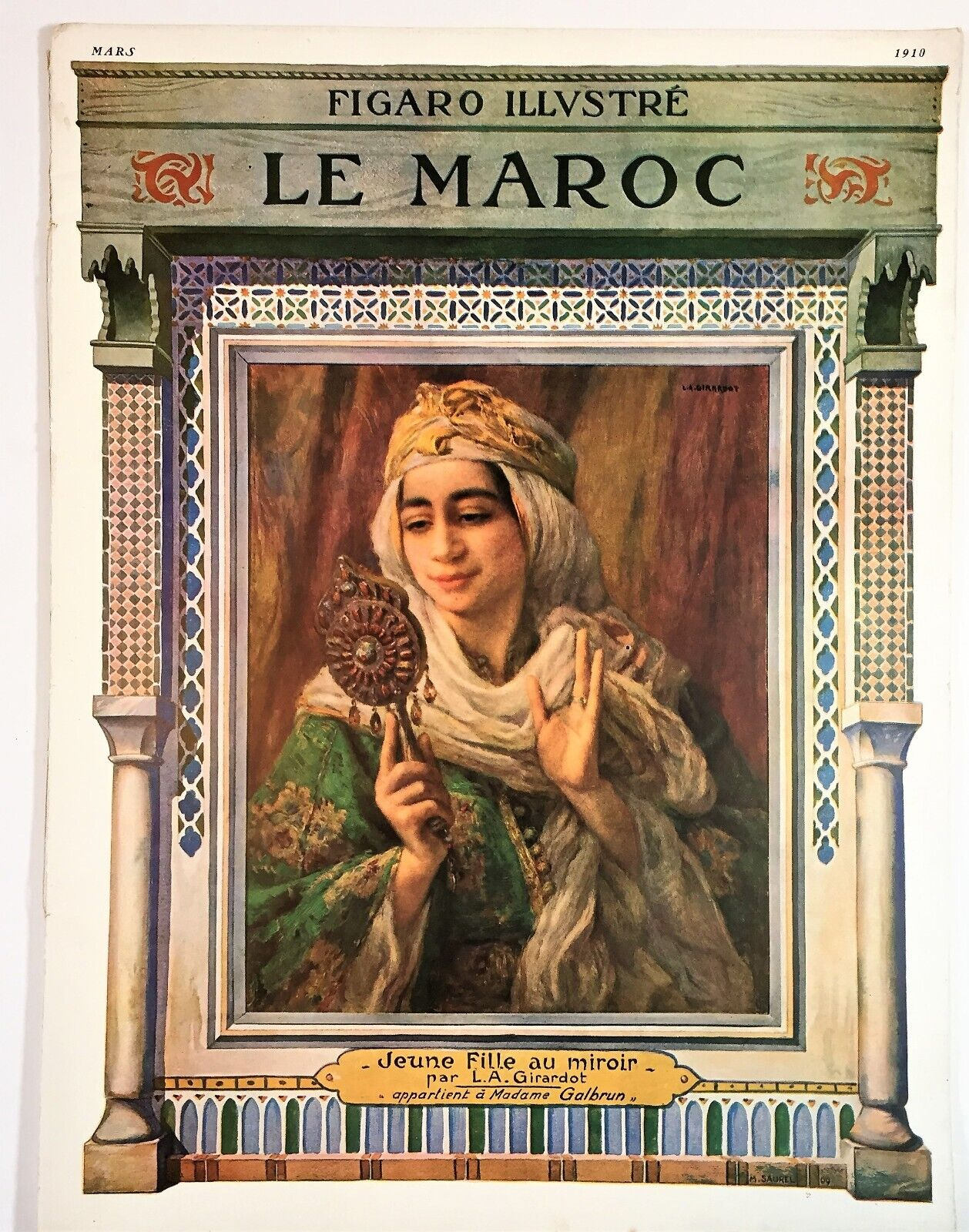
Louis-Auguste Girardot pour le Figaro 1910, intitulé Jeune fille au miroir / Le Maroc.

En 1897, il exécute une lithographie intitulée Femme du Riff (sic) pour la revue L'Estampe moderne. Pour l'Exposition universelle de 1900, il compose une grande affiche lithographiée intitulée L'Andalousie au temps des Maures et s'occupe d'organiser l'exposition des peintres orientalistes pour le pavillon de l'Algérie.

En 1903, il est nommé chevalier de la Légion d'honneur avec pour parrain son maître Jean-Léon Gérôme.
En 1907, durant le Salon des peintres orientalistes français, il cofonde avec Étienne Dinet, Victor Prouvé et Jean-Adolphe Chudant, l'Union provinciale des arts décoratifs : Girardot s'occupe de la région franc-comtoise au sein de l'Union comtoise des arts décoratifs, qui semble à l'origine de ce mouvement.
En, avril 1911, il est nommé grand-officier de l'ordre du Nichan el Anouar.
Girardot a eu comme élève Stanisław Wyspiański.

## Œuvres dans les collections publiques

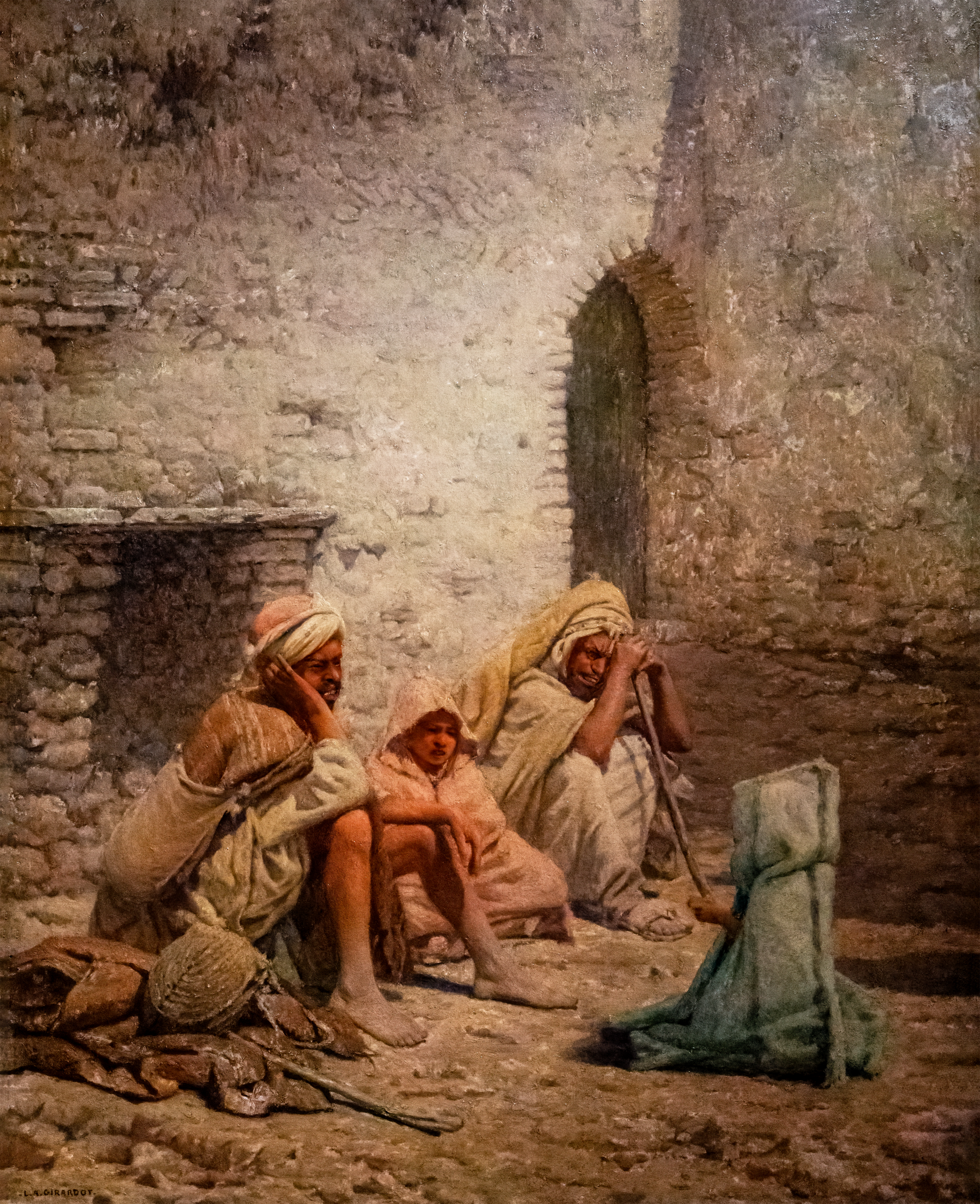
Le Repos, vers 1910.

- Gray (Haute-Saône), musée Baron-Martin : 
  - L'arlésienne ou Fortuna, huile sur toile, 39 × 23 cm.
- Narbonne (Aude), musée d'art et d'histoire : 
  - Le repos, vers 1910, huile sur toile, 72 × 59 cm[6].
- Paris :
  - Bibliothèque nationale de France, département des Estampes et de la Photographie : 
    - Exposition de 1900, L'Andalousie au temps des Maures, 1900, lithographie, 260 x 90 cm, Impr. Lemercier ;

  - École nationale supérieure des beaux-arts : 
    - cinq dessins préparatoires d'étude, entre 1881 et 1886 ;

  - musée du Louvre, département des Arts graphiques :
    - Le Rif, paysage du Maroc, pastel, 24 × 33 cm[7] ;
    - Enfant arabe debout adossé contre un mur, dessin, 33 × 21 cm[8] ;
    - Femme arabe portant un enfant sur le dos, crayon noir et couleur, 32 × 22 cm[9] ;
    - Jeune Femme de face, un sein nu, 1892, dessin, 22 × 12 cm[10] ;
    - La Lumière du souvenir, 1893, encre sur lavis, 22 × 40 cm[11] ;
    - Étude de mains, dessin, 49 x 62 cm[12] ;
    - Tétouan, cimetière israélite, 1904, crayon de couleur, 20 × 27 cm[13] ;

  - musée d'Orsay :
    - L'Âge tendre, 1892, huile sur toile, 40 × 25 cm (anciennement à l'ambassade de France à Lima)[14].
    - Cimetière israélite à Tétouan, 1904, huile sur toile, 73 × 106 cm[15].

  - Palais Bourbon : 
    - Le Port de Tanger, 1895, huile sur toile, 44 × 109 cm (dépôt du musée d'Orsay)[16] ;
- Reims, musée des Beaux-Arts : 
  - L’Été, entre 1892 et 1894, huile sur bois, 33 x 24 cm.